# Daniel Baier
Daniel Baier est un ancien footballeur allemand, né le 18 mai 1984 à Cologne. Il évoluait comme milieu relayeur.